# Chiharu Shiota
Chiharu Shiota (Osaka, Japó, 1972) és una artista japonesa que es dedica principalment a la performance i a la instal·lació. En els seus treballs confronta preocupacions humanes fonamentals com són la vida i la mort, o la memòria. Això ho fa en instal·lacions a gran escala que utilitzen una certa varietat de mitjans, inclosos elements escultòrics, fotografia, dibuix i vídeo, creant ambients poètics i delicats, tot i que aquests mateixos interessos quant a tema s'apliquen a tota la seva obra, no només a les instal·lacions. Actualment, i des de 1996, viu i treballa a Berlín, Alemanya.
Exposa regularment a galeries i museus de Madrid (Galeria Nieves Fernández), París (La Maison Rouge i Galerie Daniel Templon), Nova York (Haunch of Venison), Londres (Hayward Gallery), Hèlsinki (Kiasma Museum), Berlín (Neue Nationalgalerie), Osaka (National Museum of Art) i Hiroshima (Museu d'Art Contemporani). Ha participat en biennals com la de Venècia (2011 i 2015), o la de Gwangju (2006), entre d'altres. A més, la seva obra ha estat exposada a l'Art Basel (2013), i ha creat escenografies per a les òperes de Matsukaze juntament amb Sasha Waltz, i de Tristan und Isolde, de Richard Wagner, al KielTeater, Alemanya.

## Obra
Les seves obres treballen, d'una banda, el cos com a espai d'intervenció, realitzant performances en les quals experimenta el vincle amb la terra, el passat i la memòria. D'altra banda, també fa el que possiblement és la part més coneguda de la seva obra, que es basa en instal·lacions fetes de fil, normalment negre, que sovint tanquen i s'uneixen amb diversos objectes personals, de la llar i del dia a dia, a dins. Així doncs, parteix d'aquests objectes per a la creació artística. En són exemples venes trencades, sabates, roba usada, pianos cremats, etc. I la llana, que normalment utilitza com a material principal: «Utilitzo vestits perquè per a mi són la segona pell humana».
Chiharu Siota utilitza també aquests objectes pensant i imaginant aquells records que hauran quedat gravats en cadascun d'ells, atès que tracta sobretot temes com la memòria i l'oblit, les traces del passat, que afronten l'ansietat. També explora qüestions com ara “que significa estar viu?” o “Què és l'existència?”, o altres temàtiques com la vida i la mort, o les oportunitats i l'esperança.
Amb aquestes instal·lacions, l'artista pretén despertar en l'espectador sentiments com la seguretat i el temor, la fascinació, el desgrat, i fins i tot la repulsió. Les instal·lacions de Chiharu Shiota pretenen reviure els records del passat i portar a l'espectador a un lloc oníric, on es desenvolupa un estat d'ansietat, degut a una atmosfera opressiva i claustrofòbica.

## Formació
Chiharu Shiota és hereva de tota una generació d'artistes feministes de principis dels 70, una generació d'artistes que ha guanyat força atenció internacional als últims anys degut al seu art relacionat amb el cos. Així ella treballa amb el seu cos com a espai d'intervenció.
Altres personalitats que l'han influenciat molt han estat Marina Abramovic i Rebecca Horn (les quals la van acompanyar en els seus estudis a Berlin), Ana Mendieta, Janine Antoni, Louise Bourgeois i Carolee Schneemann, que són les precursores de la instal·lació performativa en la qual Shiota construeix el seu llenguatge.
Chiharu Shiota es va formar al Japó, on va estudiar Belles Arts, i va continuar estudiant a Berlín amb Marina Abramovic i Rebecca Horn. La seva educació a alemanya amb aquestes personalitats és una clau del seu llenguatge pictòric.
També degut a la seva primera formació i el seu lloc de procedència, es veu molt influenciada per les tradicions pròpies del seu país i té, en la seva obra, elements referencials de la seva cultura.